# ユーリ・ロスマン
ユーリ・ロスマン（Jüri Lossmann、1891年2月4日 - 1984年5月1日）は、エストニアの陸上競技選手である。 彼は、1920年に開催されたアントワープオリンピックのマラソンで銀メダルを獲得した。

## 経歴
ロスマンは、1920年のアントワープオリンピックと1924年パリオリンピックの2大会連続でオリンピックに出場している。
アントワープオリンピックでは10000メートル走とマラソンに出場した。10000メートル走では予選で途中棄権し、決勝進出はならなかった。マラソンでは優勝したフィンランド代表のハンネス・コーレマイネンに13秒差の2位でゴールして、銀メダルを獲得した。
パリオリンピックではマラソンのみに出場したが、10位に終わっている。
その後、1944年のソビエト連邦によるエストニア併合の時期にスウェーデンへ逃れ、1984年にストックホルムで死去した。

## オリンピックでの成績
| 年   | 大会                     | 場所                     | 種目            | 結果     | 記録                  |
| ---- | ------------------------ | ------------------------ | --------------- | -------- | --------------------- |
| 1920 | アントワープオリンピック | アントワープ（ベルギー） | 10000メートル走 | 順位なし | （予選3km地点で棄権） |
| 1920 | アントワープオリンピック | アントワープ（ベルギー） | マラソン        | 2位      | 2時間32分48秒6        |
| 1924 | パリオリンピック         | パリ（フランス）         | マラソン        | 10位     | 2時間57分54秒6        |